# El estudiante de Salamanca (Gaig)
El estudiante de Salamanca és una òpera en tres actes amb música del compositor Joan Gaig i Andreu i llibret de Joan Francesc Vidal i Jové i Josep Carner i Ribalta, basat en el poema homònim de José de Espronceda, publicat a Madrid el 1840. L'estrena absoluta de l'òpera va tenir lloc al Gran Teatre del Liceu de Barcelona la nit del 15 de gener de 1935.

## Crítiques a l'estrena
La crònica del diari La Vanguardia, signada per Urban Fernández Zanni, va dir l'endemà: "del poema d'Espronceda han deixat els senyors Vidal Jover i Carner Ribalta molt poc; tan poc que, amb prou feines, en el llibre de la nova òpera se'n pot trobar la idea fonamental. Més que a una altra cosa, els llibretistes semblen haver perseguit la finalitat de proporcionar al compositor ocasions perquè donés curs a la seva inspiració. Però, si la fi queda fins a cert punt aconseguida, no ha estat sense que la consistència i l'interès escènics pateixin menyscabament".
El cronista del Diario de Barcelona, signant amb les inicials A. M., va dir, altrament, que "el llibre ofereix situacions escèniques d'interès teatral. Per tot això, l'obra va ser escoltada i seguida amb interès".
Joan Llongueras, cronista de La Veu de Catalunya, va escriure que: "lamentem profundament que el mestre Gaig no hagi sabut mostrar-nos unes ambicions més elevades, una musicalitat de més noble categoria, un caràcter més acusat dels personatges, un domini més complet de la ciència musical, qualitats que no apareixen en cap moment en l'obra a la qual ens referim".
L'obra es va representar tres cops aquella temporada, els dies 15 de gener (l'estrena absoluta), 20 de gener i 26 de gener.

## Repartiment
| Rol                     | Tessitura    | Cantant a l'estrena |
| ----------------------- | ------------ | ------------------- |
| Don Félix de Montemar   | tenor        | Hipòlit Lázaro      |
| Doña Elvira de Pastrana | soprano      | Carme Bau Bonaplata |
| Don Diego de Pastrana   | baríton      | Ramon Cortinas      |
| Doña Quiñones           | mezzosoprano | Elena Lucci         |
| Soledad                 |              | Mercè Roca          |
| Doña Inés               |              | Montserrat Viladoms |
| Casquivel               |              | Josep Farràs        |
| Corregidor              |              | Conrad Giralt       |
| Grotesco primer         |              | August Gonzalo      |
| Grotesco segon          |              | Josep Torras        |
| Corchete                |              | August Gonzalo      |
| El espectre             |              | August Gonzalo      |
| Jugador primer          |              | Joan Gayolà         |
| Jugador segon           |              | Emili Bastons       |
| Enlutado                |              | Josep Fernández     |

La direcció d'orquestra va ser d'Alfredo Padovani, la direcció escènica de Rafael Moragas, els decorats de Josep Castells i la mestra de ball va ser Pauleta Pàmies.